# Nerilla mediterranea
Nerilla mediterranea é uma espécie de anelídeo pertencente à família Nerillidae.
A autoridade científica da espécie é Schlieper, tendo sido descrita no ano de 1925.
Trata-se de uma espécie presente no território português, incluindo a sua zona económica exclusiva.